# Alpheoidea
Alpheoidea è una superfamiglia di crostacei decapodi appartenenti all'infraordine Caridea.

## Tassonomia
- Alpheidae Rafinesque, 1815
- Barbouriidae Christoffersen, 1987
- Hippolytidae Dana, 1852
- Ogyrididae Holthuis, 1955